# 麥康奈爾 (伊利諾伊州)
麥康奈爾（英語：McConnell）是位於美國伊利諾伊州斯蒂芬森縣的一個非建制地區。該地的面積和人口皆未知。

## 地理
麥康奈爾的座標為42°26′04″N 89°43′53″W / 42.43444°N 89.73139°W，而該地的平均海拔高度為237米（即778英尺）。